# 小苞木里翠雀花
小苞木里翠雀花（学名：Delphinium muliense var. minutibracteolatum）为毛茛科翠雀属下的一个变种。

## 扩展阅读
- 維基物種上的相關：小苞木里翠雀花